# Virginie Legeay
Pour les articles homonymes, voir Legeay.
Virginie Legeay est une actrice et scénariste française, née à Nantes le 9 novembre 1982.

## Biographie
Elle découvre le cinéma pendant qu'elle suit une formation de percussionniste. Après ses études dans la classe préparatoire Ciné-Sup puis à la Femis (promotion 2007, département Scénario, où elle côtoie notamment Rebecca Zlotowski et Audrey Fouché), elle travaille d'abord comme assistante réalisatrice de Jean-Claude Brisseau, avec lequel elle collabore également comme actrice. Elle a signé le scénario de plusieurs courts métrages.

## Filmographie

### Longs métrages
- 2006 : Les Anges exterminateurs de Jean-Claude Brisseau (assistante réalisatrice, actrice)
- 2009 : Faire avec de Philippe Lasry (scénariste, actrice)
- 2010 : L'Heure du départ de Thibault de Châteauvieux (scénariste)
- 2013 : La Fille de nulle part de Jean-Claude Brisseau (assistante réalisatrice, actrice)
- 2014 : Gente de bien de Franco Lolli (scénariste)
- 2017 : Europa de Miguel Ángel Pérez Blanco : Lise / Julie
- 2019 : Une mère incroyable (Litigante) de Franco Lolli (scénariste)

### Courts métrages
- 2005 : Bambini de Mikael Buch (scénariste)
- 2007 : Comme tout le monde de Franco Lolli (scénariste)
- 2008 : Si je tombe de Bojina Panayotova (scénariste)
- 2009 : Comment j'ai accepté ma place parmi les mortels de Mikael Buch (scénariste)
- 2011 : Portrait d'un amoureux d'Aurélien Deschamps (assistante réalisatrice)
- 2011 : Le Bel Été de Catherine Paillé (assistante réalisatrice)
- 2014 : Essaie de mourir jeune de Morgan Simon (actrice)
- 2015 : Les Jours d'avant de Karim Moussaoui (coscénariste)